# 艾尔建
艾尔建（英語：Allergan plc），或译愛力根，是一家爱尔兰制药公司，AbbVie的子公司。

## 历史
1950年创建于美国欧文，1970年在纽约证券交易所挂牌上市，2009年进入中国市场，2015年被爱尔兰制药公司阿特维斯以700亿美元收购，并且将总部迁往都柏林以避税。合并后的公司依然使用原名。
2015年11月23日，輝瑞宣布斥資1,600億美元打算收购艾尔建。但在2016年4月6日，因奥巴马政府禁止税负倒置，輝瑞取消收購計劃，辉瑞赔偿艾尔建中止协议补偿金1.5亿美元。
2019年6月，美国制药公司AbbVie宣布已达成协议，以630亿美元收购艾尔建。

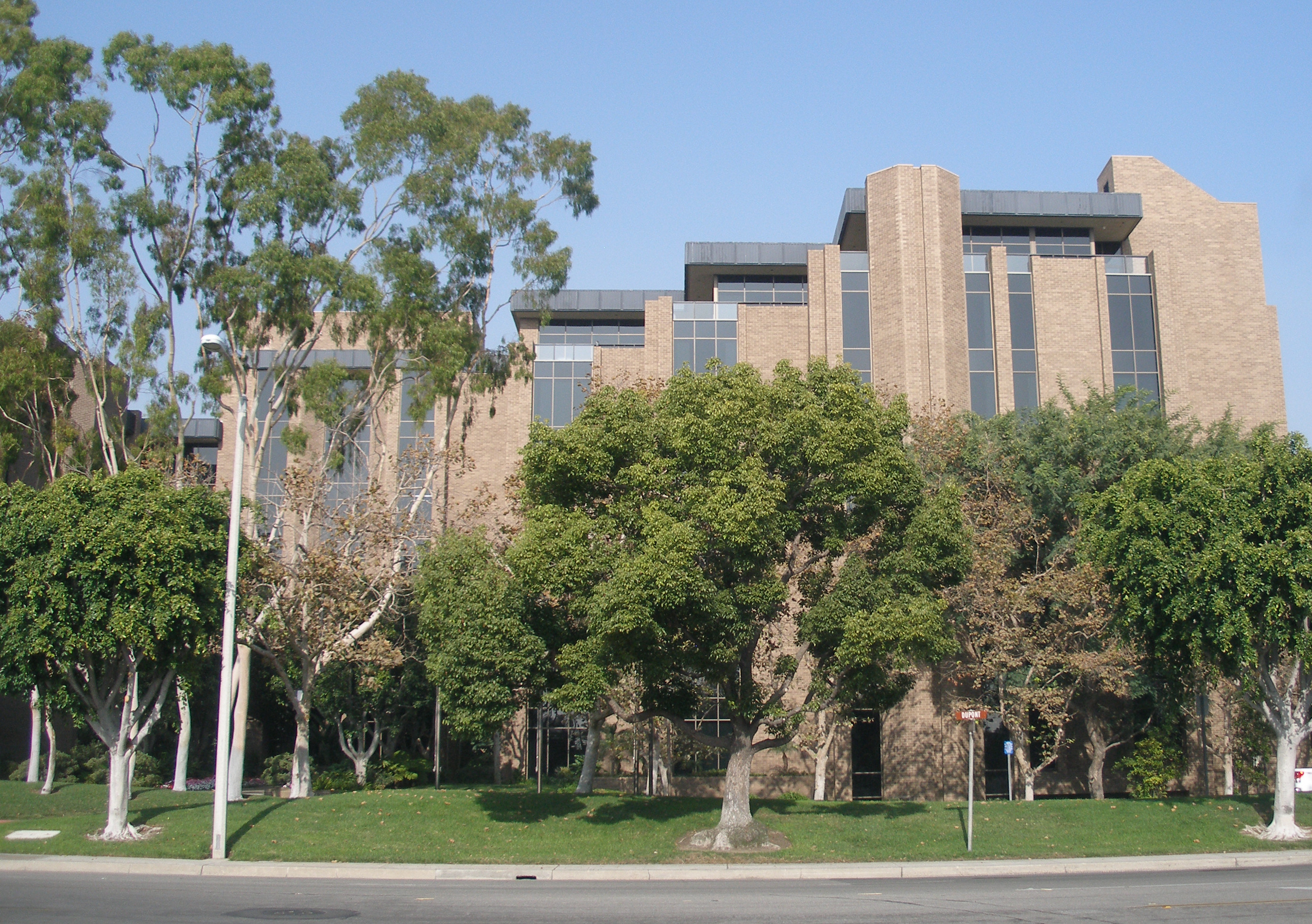
艾尔建美国总部

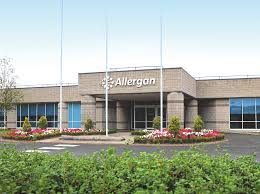
艾尔建爱尔兰总部